# Metilecgonina
Metilecgonina (metil ecgonina; ecgonina metil éster; EME) é um alcaloide tropânico encontrado nas folhas de coca. É um metabólito da cocaína, e pode ser usado como precursor dela. Sua ocorrência também se dá como alcalóide menor nas raízes de muitas espécies de plantas do gênero Datura, como Datura stramonium e Datura innoxia.

## Biossíntese
É a última etapa antes da biossíntese da cocaína nas plantas de coca com a ajuda da aciltransferase BAHD [en].

## Estudos em animais
Estudos em animais sugerem que a metilecgonina tem efeito benéfico na cognição e previne a intoxicação por cocaína. Em dosagens muito elevadas, atua também como inibidora dos canais de sódio.